# Exechopalpus nigripes
Exechopalpus nigripes är en tvåvingeart som beskrevs av Malloch 1930. Exechopalpus nigripes ingår i släktet Exechopalpus och familjen parasitflugor. Inga underarter finns listade i Catalogue of Life.